# Main Course
Main Course é o 13º álbum de estúdio da banda Bee Gees, lançado em 1975. Foi o último álbum lançado nos Estados Unidos pela Atlantic Records. Este disco trouxe o grupo, que havia fracassado nos últimos dois LPs, novamente à tona. A principal razão é a convergência para ritmos negros como o R&B e disco, que faziam muito sucesso nessa época. Deste disco, foram hits as músicas Jive Talkin', Nights on Broadway e Fanny (Be Tender with My Love); outras do álbum foram sucessos em regravações posteriores, como Come on Over, na voz de Olivia Newton-John, Songbird, na voz de Jimmy Ruffin e Edge of the Universe na versão ao vivo lançada pelos Bee Gees no disco Here at Last... Bee Gees... Live. Esse álbum chegou a 14.ª posição no Billboard Hot 100.

## Músicas
1. Nights on Broadway (B. Gibb/R. Gibb/M. Gibb) – 4:32
2. Jive Talkin' (B. Gibb/R. Gibb/M. Gibb) – 3:43
3. Wind of Change (B. Gibb/R. Gibb) – 4:54
4. Songbird (B. Gibb/R. Gibb/M. Gibb/B. Weaver) – 3:35
5. Fanny (Be Tender with My Love) (B. Gibb/R. Gibb/M. Gibb) – 4:02
6. All This Making Love (B. Gibb/R. Gibb) – 3:03
7. Country Lanes (B. Gibb/R. Gibb) – 3:29
8. Come on Over (B. Gibb/R. Gibb) – 3:26
9. Edge of the Universe (B. Gibb/R. Gibb) – 5:21
10. Baby as You Turn Away (B. Gibb/R. Gibb/M. Gibb) – 4:23

## Certificações
- Canadá (Music Canada):  2× Platina
- Estados Unidos (RIAA):   Ouro

## Ficha técnica
- Barry Gibb — vocal, violão
- Robin Gibb — vocal
- Maurice Gibb — vocal, violão, baixo
- Blue Weaver — piano, teclado, sintetizador
- Alan Kendall — violão, guitarra
- Dennis Bryon — bateria
- Joe Farrell — saxofone (3)
- Ray Barreto — percussão (3)
- Donny Brooks — harmônica (4)
- Gene Orloff — concertino
- Karl Richardson — engenheiro de áudio (Estúdios Criteria)
- Lew Hahn — engenheiro de áudio (Estúdios Atlantic)
- Arif Mardin — produtor musical e arranjo de orquestra

## Singles
1. Maio de 1975
A: Jive Talkin'
B: "Wind of Change"
2. Setembro de 1975
A: Nights on Broadway [Single Edit] - 2:52
B: "Edge of the Universe"
3. Janeiro de 1976
A: Fanny (Be Tender with My Love)
B: "Country Lanes"